# Ultraleichtfluggelände Heinsberg-Aphoven

i7
i11
i13
Das Ultraleichtfluggelände Heinsberg-Aphoven, auch Ultraleichtfluggelände Heinsberg-Selfkant genannt, liegt sowohl im Gebiet der Gemeinde Waldfeucht als auch im Gebiet der Stadt Heinsberg im Kreis Heinsberg in Nordrhein-Westfalen. Der Platzhalter und Betreiber ist der Ultraleicht Flugclub Heinsberg e. V.

## Lage
Das Ultraleichtfluggelände liegt etwa 3 km südwestlich von Heinsberg. Dabei befinden sich die beiden Hallen im Gemeindeteil Selsten der Gemeinde Waldfeucht und die Start- und Landebahn im Stadtteil Aphoven der Stadt Heinsberg.

## Flugbetrieb
Das Ultraleichtfluggelände besitzt eine Betriebsgenehmigung für Ultraleichtflugzeuge. Es ist mit einer 280 m langen und 30 m breiten Start- und Landebahn aus Gras (Richtung 13/31) ausgestattet. Es dient der Durchführung von Flugbetrieb des Platzhalters mit Ultraleichtflugzeugen. Am Platz ist auch die UL-Flug-Schule Heinsberg ansässig. Nicht am Platz ansässige Luftfahrzeuge benötigen eine vorherige Genehmigung des Platzhalters, um in Heinsberg-Aphoven starten und landen zu dürfen (PPR).

## Geschichte
Das Ultraleichtfluggelände Heinsberg-Aphoven wurde am 14. März 1986 genehmigt.